# Вировитица
Вировитица (хорв.  Virovitica) — город в Хорватии, в восточной части страны. Крупнейший город Вировитицко-Подравской жупании. Население — 15 589 человек (2001). Впервые упомянут в 1234 году.

## Общие сведения
Вировитица расположена в западной Славонии, в обширной долине Дравы, известной также как Подравина. К югу от города находится холмистая цепь Билогора.
В 15 километрах к северу от Вировитицы проходит граница с Венгрией (на этом участке она проходит по Драве), по другую сторону реки расположен венгерский город Барч.
В 30 километрах к юго-востоку от Вировитицы находится город Слатина, в 50 километрах к западу — Бьеловар, в 60 километрах к северо-западу — Копривница.
Через город проходят автомобильная и железная дорога Осиек — Вировитица — Копривница — Вараждин, а также автодорога Будапешт — Барч — Вировитица — Баня-Лука.

## Достопримечательности
- Собор Св. Рока — храм в стиле барокко, освящённый во имя Святого Роха, покровителя города. Рядом с церковью — францисканский монастырь.
- Дворец Пеячевичей — дворец в стиле барокко. Построен в 1800—1804 гг. на месте разрушенного средневекового города[1].

## Известные уроженцы, жители
- Адами, Степан (1692—1733) — хорватский преподаватель и миссионер.
- Миро́слав Фельдман (1899—1976) — хорватский драматург и поэт.

## Галерея

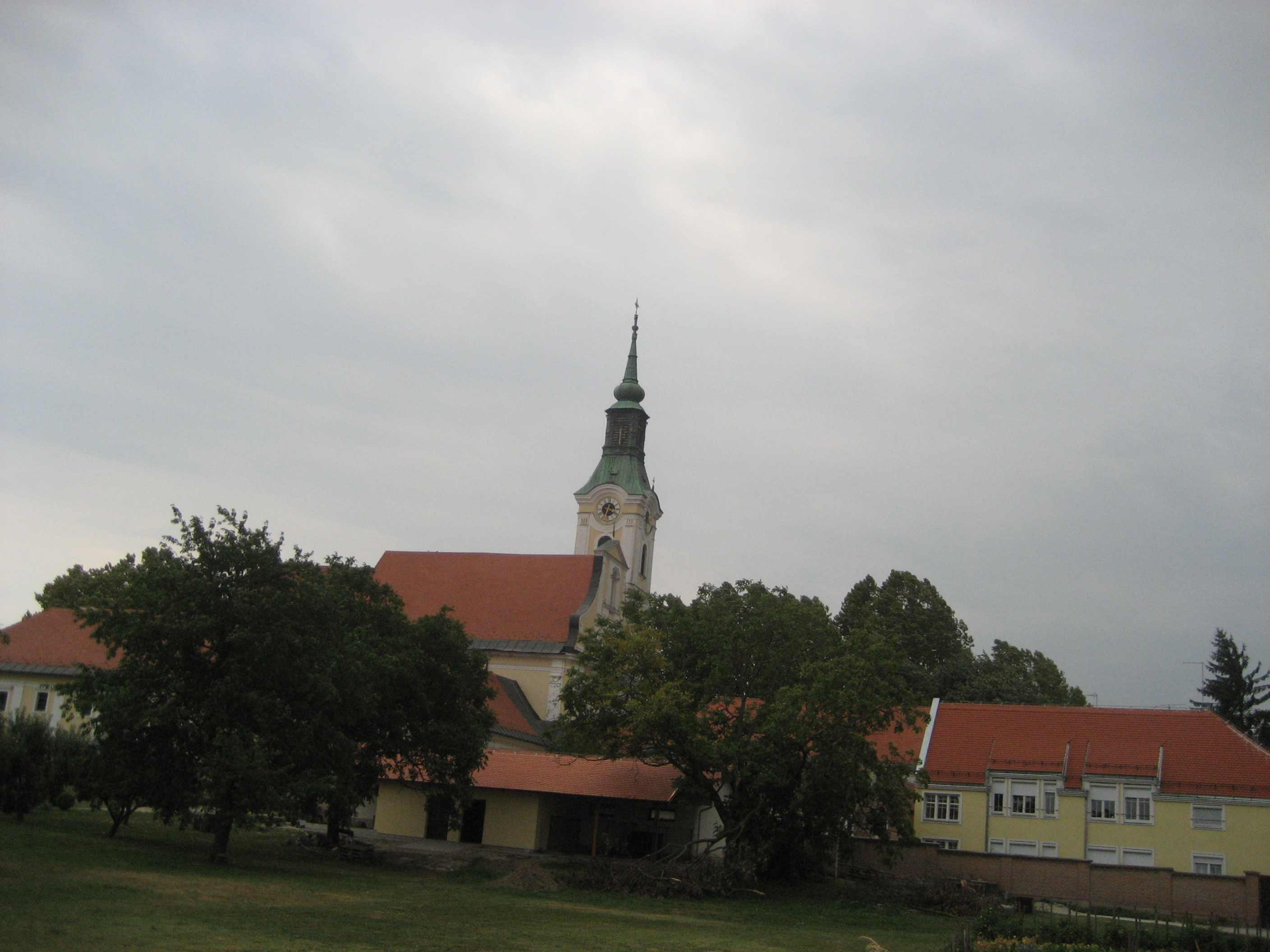
Центр города
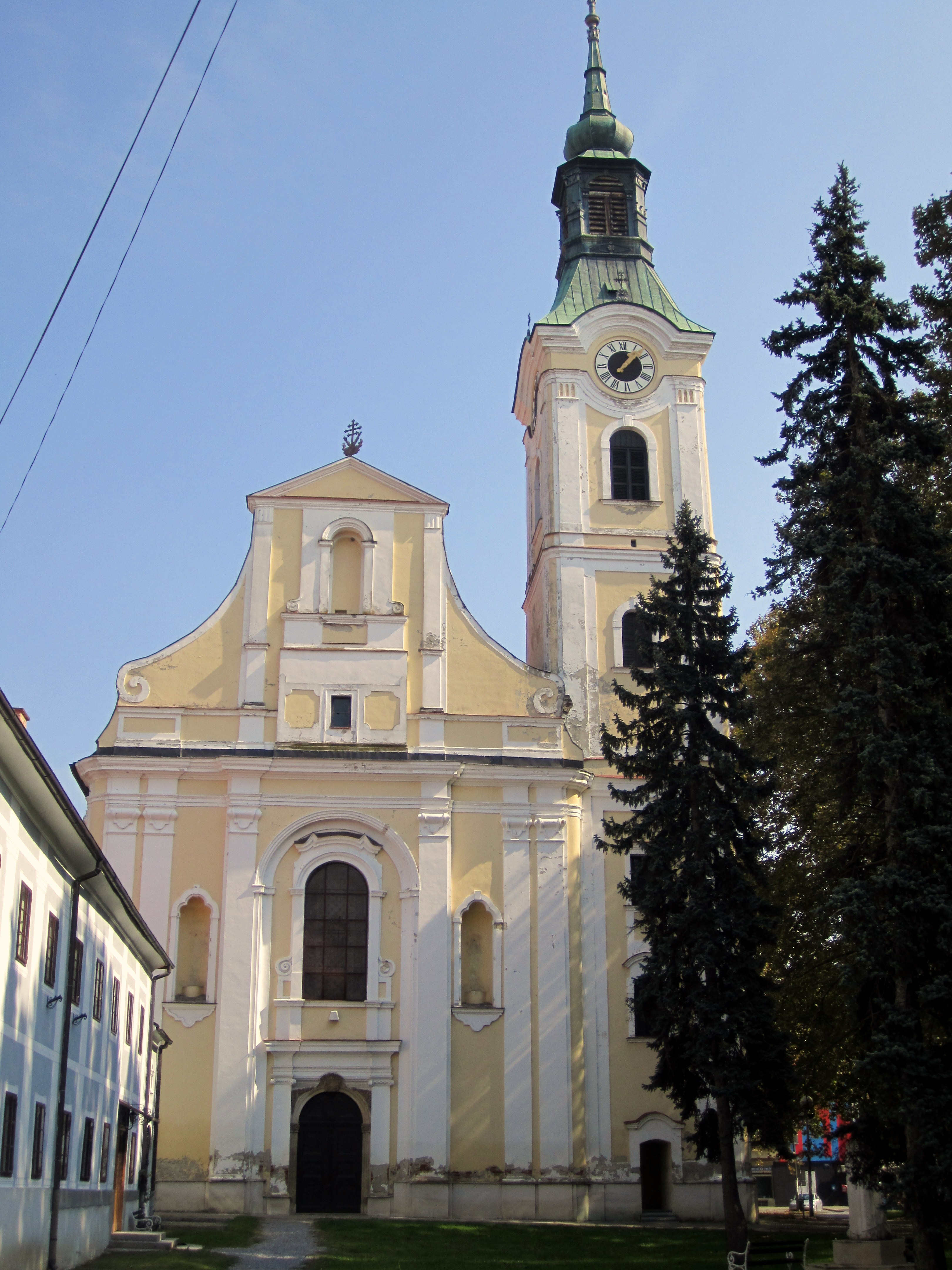
Церковь Св. Рока
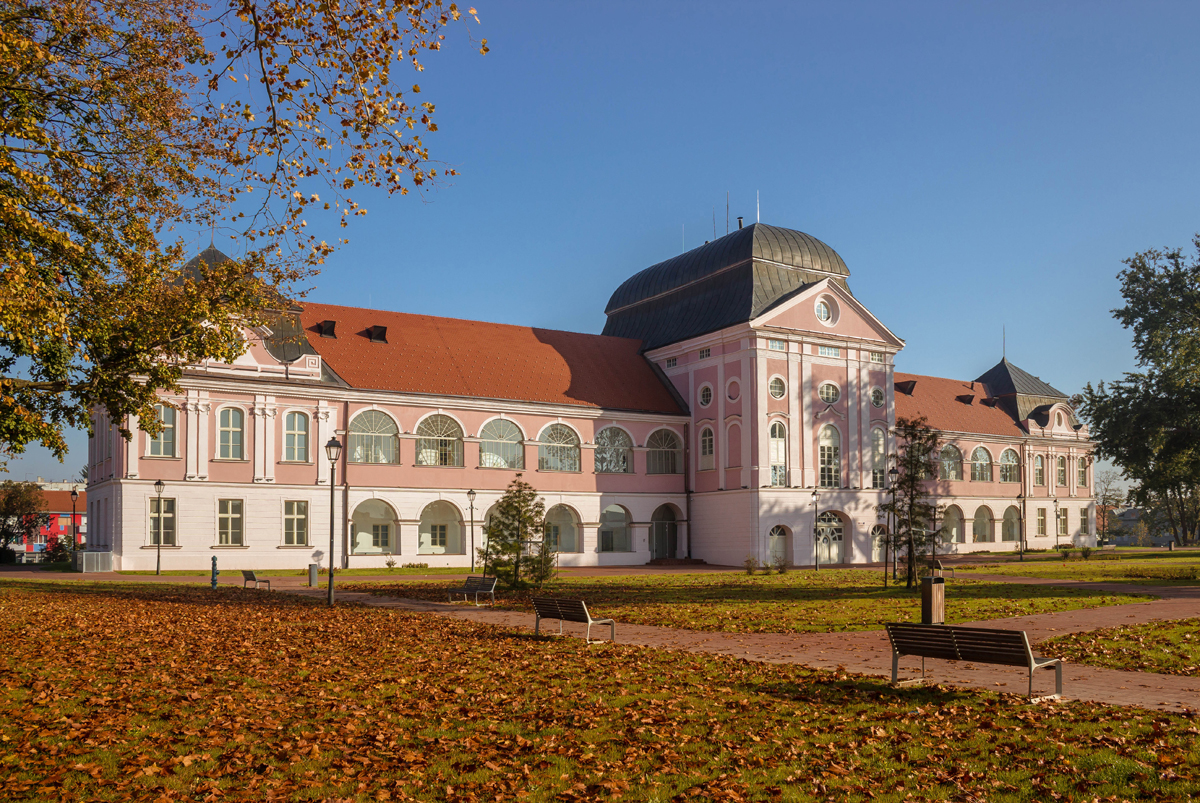
Дворец Пеячивечей